# Przetwórstwo ropy naftowej
Przetwórstwo ropy naftowej – proces technologiczny, którego efektem jest otrzymanie z przetworzenia ropy naftowej finalnych produktów ropopochodnych, różniących się składem chemicznym, właściwościami fizycznymi i chemicznymi oraz strukturą.
Rozróżnia się przetwórstwo pierwotne i wtórne.

## Przetwórstwo pierwotne
W skład tego procesu zalicza się demineralizację ropy naftowej, destylację ropy naftowej, próżniową destylację mazutu i szereg procesów rozdziału frakcyjnego. Przy tym procesie skład chemiczny produktu się nie zmienia, dlatego nazywa się go pierwotnym, niedestrukcyjnym albo pierwszą destylacją.

## Przetwórstwo wtórne
W skład przetwórstwa wtórnego wchodzą procesy, zajmujące się podziałem łańcuchów węglowodorowych na mniejsze cząsteczki. Należą do nich: kraking termiczny, katalityczny i radiacyjny, reforming, hydrokraking, hydrooczyszczanie, visbreaking i izomeryzacja.